# 大阪府特別支援学校一覧
大阪府特別支援学校一覧（おおさかふとくべつしえんがっこういちらん）は、大阪府の特別支援学校の一覧。
大阪府立・堺市立の学校は校名に「特別」がつかず、単に「支援学校」となっている。大阪市立特別支援学校全12校は2016年4月1日より大阪府に移管され、校名も一部変更されることになっている。

## 国立特別支援学校
- 大阪教育大学附属特別支援学校

## 特別支援学校（知的障害・肢体不自由・病弱）

### 大阪市
- 大阪府立中津支援学校（北区）
- 大阪府立思斉支援学校（旭区）
- 大阪府立難波支援学校（浪速区）
- 大阪府立生野支援学校（生野区）
- 大阪府立住之江支援学校（住之江区）
- 大阪府立光陽支援学校（旭区）
- 大阪府立西淀川支援学校（西淀川区）
- 大阪府立出来島支援学校（西淀川区）※2024年度開校予定
- 大阪府立平野支援学校（平野区）
  - 大阪府立平野支援学校南大阪療育園分教室（東住吉区）
- 大阪府立東住吉支援学校（東住吉区）
- 大阪府立東淀川支援学校（東淀川区）

### 堺市
- 大阪府立泉北高等支援学校（南区）
- 大阪府立堺支援学校（堺区）
  - 大阪府立堺支援学校大手前分校（大阪市天王寺区）
- 堺市立百舌鳥支援学校（北区）
  - 堺市立百舌鳥養護学校分校（堺区）
- 堺市立上神谷支援学校（南区）

### 岸和田市
- 大阪府立岸和田支援学校

### 豊中市
- 大阪府立刀根山支援学校
  - 大阪府立刀根山支援学校中宮病院分教室（枚方市）
  - 大阪府立刀根山支援学校大阪府立精神医療センター分教室（枚方市）
  - 大阪府立刀根山支援学校大阪大学病院分教室（吹田市）
  - 大阪府立刀根山支援学校関西医科大学附属病院分教室（守口市）
- 大阪府立豊中支援学校

### 吹田市
- 大阪府立吹田支援学校

### 高槻市
- 大阪府立高槻支援学校

### 守口市
- 大阪府立守口支援学校

### 枚方市
- 大阪府立枚方支援学校

### 茨木市
- 大阪府立茨木支援学校

### 八尾市
- 大阪府立八尾支援学校

### 泉佐野市
- 大阪府立佐野支援学校

### 富田林市
- 大阪府立富田林支援学校

### 寝屋川市
- 大阪府立寝屋川支援学校

### 和泉市
- 大阪府立和泉支援学校

### 箕面市
- 大阪府立箕面支援学校

### 羽曳野市
- 大阪府立羽曳野支援学校
  - 大阪府立羽曳野支援学校大阪府立母子保健総合医療センター分教室（和泉市）
  - 大阪府立羽曳野支援学校近畿大学医学部堺病院分教室（堺市南区）
  - 大阪府立羽曳野支援学校近畿大学医学部附属病院分教室（大阪狭山市）
  - 大阪府立羽曳野支援学校大阪労災病院分教室（堺市北区）
  - 大阪府立羽曳野支援学校大阪府立急性期・総合医療センター分教室（大阪市住吉区）
- 大阪府立西浦支援学校

### 摂津市
- 大阪府立摂津支援学校

### 藤井寺市
- 大阪府立藤井寺支援学校

### 東大阪市
- 大阪府立東大阪支援学校

### 泉南市
- 大阪府立泉南支援学校

### 交野市
- 大阪府立交野支援学校
  - 大阪府立交野支援学校四條畷校（四條畷市）

## 高等支援学校職業学科（知的障害）
※高等学校のように入学者選抜があり、就労を目指した支援教育を行う。

### 大阪市
- 大阪府立なにわ高等支援学校

### 枚方市
- 大阪府立むらの高等支援学校

### 摂津市
- 大阪府立とりかい高等支援学校

### 東大阪市
- 大阪府立たまがわ高等支援学校

### 泉南市
- 大阪府立すながわ高等支援学校

## 特別支援学校（視覚障害）

### 大阪市
- 大阪府立大阪南視覚支援学校
- 大阪府立大阪北視覚支援学校

## 特別支援学校（聴覚障害）

### 大阪市
- 大阪府立生野聴覚支援学校
- 大阪府立中央聴覚支援学校

### 堺市
- 大阪府立堺聴覚支援学校
- 大阪府立だいせん聴覚高等支援学校

## 統合・閉校
- 八尾市立特別支援学校（八尾市） - 2019年閉校。
- 大阪市立貝塚養護学校（貝塚市） - 2009年閉校。大阪市立光陽特別支援学校に機能移管。
- 大阪府立生野高等聾学校（大阪市） - 2006年閉校。大阪府立だいせん高等聾学校に統合。
- 高槻市立養護学校（高槻市） - 2005年閉校。
- 守口市立養護学校（守口市） - 1996年閉校。大阪府立寝屋川養護学校分教室と統合し、大阪府立守口養護学校を新設開校。
- 堺市立浅香山養護学校（堺市）  - 1981年閉校。
- 大阪市立助松養護学校（泉大津市） - 1967年閉校。大阪市立貝塚養護学校に統合。